# Нікель сіті опера

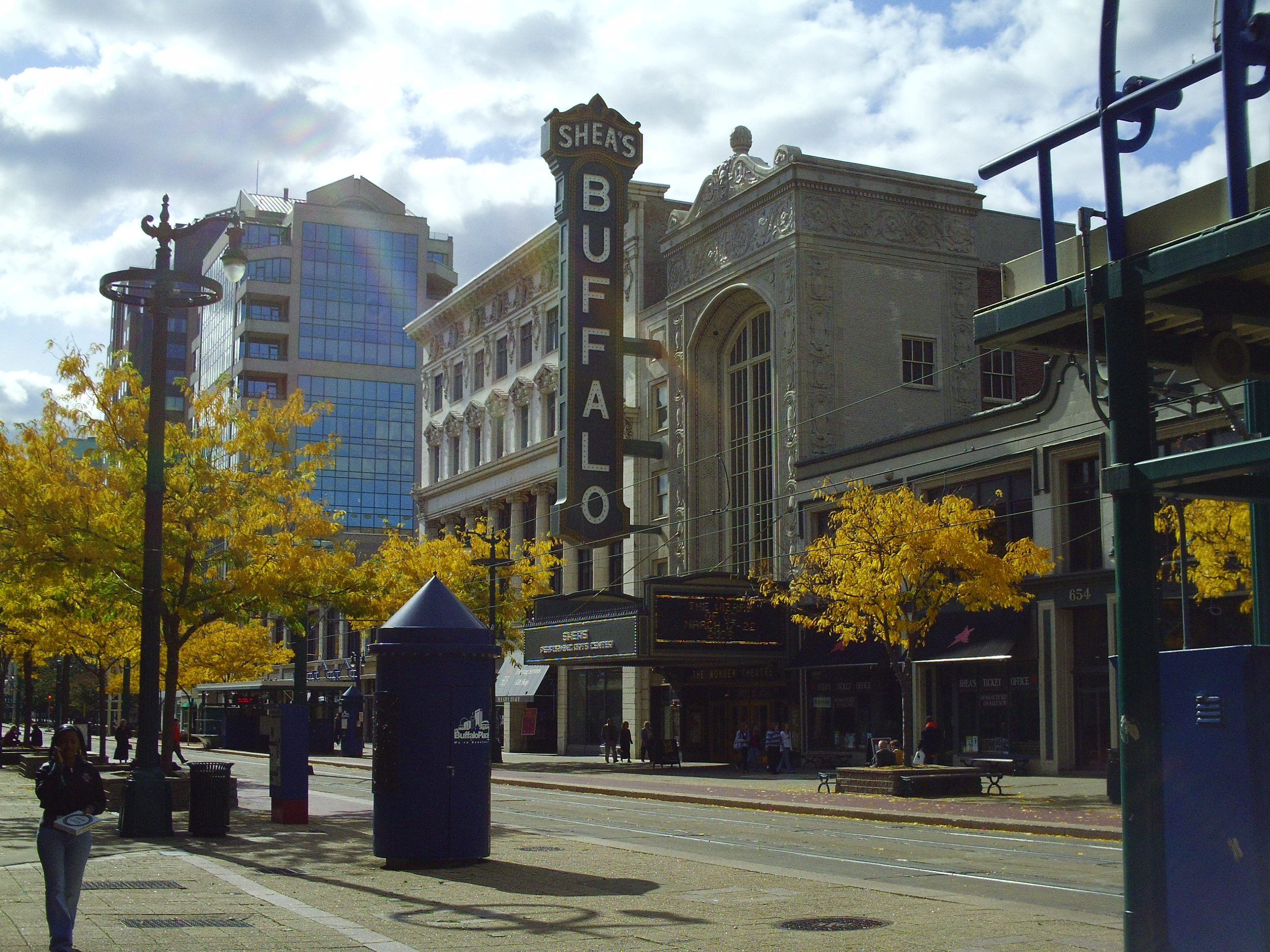
Центр виконавських мистецтв Ши в Баффало, Штаб-квартира Нікель сіті опера

Нікель сіті опера (англ. Nickel City opera) — (також відома під назвою NC Opera Buffalo i NCO) — це американська оперна трупа, що базується в Баффало, штат Нью-Йорк, в Центрі виконавських мистецтв Ши, розташованому в театральному районі Баффало в центрі Баффало. Сьогодні «Nickel City Opera» є однією із провідних оперних труп США, а її головним сценічним майданчиком — Центр виконавських мистецтв Ши, що вміщує 3000 глядацьких місць — одним із найбільших оперних театрів у світі. НСО співпрацює з Філармонічним оркестром Баффало. В період з 2017 р. по 2021 р. музичним керівником оркестру був Маттіас Манасі.
НСО була заснована у 2004 році Валеріаном Румінські та на її рахунку ряд творів у галузі оперного мистецтва, написаних спеціально для неї, та помітних прем'єр. До великого і різноманітного репертуару театру входять барочні опери XVIII століття, белькантові опери XIX століття, опери в стилі музичного мінімалізму XX століття і сучасні опери XX і XXI століть. В їхніх постановках, використовуються сценічні засоби, зовсім не схожі за стилем, — від вишуканих, традиційних мізансцен та декорацій до сучасного концептуального дизайну.
НСО базується у Центрі виконавських мистецтв Ши (3019 глядацьких місць), оперному театрі, спроєктованому відомою чиказькою фірмою Рап енд Рап (Rapp and Rapp). Оперний театр був побудований у стилі європейських оперних театрів та оформлений у поєднанні стилів французького та іспанського бароко та рококо. Дизайн інтер'єру був розроблений всесвітньо відомим дизайнером та художником Луї Комфортом Тіфані, і більшість елементів збереглися досі Спочатку театр налічував 4000 глядацьких місць, але в 1930-х роках кількість місць була скорочена до 3019, щоб розширити місце для оркестру шляхом збільшення розміру оркестрової ями.

## Історія
НСО, заснована у 2004 році, дебютувала в червні 2009 року в театрі «Рів'єра» із «Севільський» цирульник" Россіні. Наступного 2010 року було поставлено «Ріголетто» Верді. Сьогодні в репертуарі НСО понад 30 опер, серед яких «Трубадур», «Богема», Любовний напій, «Саломея», «Дон Паскуале», «Ріголетто», «Любовний напій», «Летючий голландець», «Тоска», «Плащ», «Директор театру», «Лоенґрін», «Весілля Фігаро», «Травіата»,
«Севільський» цирульник", «Амал та нічні гості» Джанкарло Менотті en «Музичний магазин» Річарда Варго.
У виставах НСО брали участь такі співаки, як Адам Кляйн, Ерік Феннелл, Вікторія Лівенгуд, Елізабет Бланке-Біггс, Едуардо Вілла, Рей Ченес, Джеймс Райт, Джон Паккард, Сулімар Лопес-Ернандес, Марк Фрейман, Мішель Капальбо, Девід Мак-Адам та Маріетерезе Магізано.
У 2011 році НСО виступила з оперою «Плащ» Джакомо Пуччіні в постановці Генрі Акіни на спеціальному культурному заході на борту військового корабля США «Салліванс» (DD-537), списаного есмінця ВМС США класу «Флетчер», що є пам'яткою Баффало і кораблем-музеєм, який стоїть на якорі у військово-морському парку округу Баффало та Ері. Військовий корабель США «Салліванс» (DD-537) став невід'ємною частиною постановки.
У сезоні 2016/17 Маттіас Манасі був призначений новим музичним керівником та головним диригентом.
Через пандемію COVID-19 з березня 2020 року НСО не мала можливості виступати у Центрі виконавських мистецтв Ши. Через обмеження, пов'язані з пандемією COVID-19, довелося відмовитися також і від постановок оперного «Аїда» Верді, запланованих на період з 07 по 29 серпня 2021 року в «Артпарку» Парку мистецтв імені Ерла У. Бріджеса. У червні 2023 року НСО відновила постановку
«Севільський» цирульник"Россіні на сцені Центру виконавських мистецтв імені Ніколса Флікінгера.
Опери у НСО ставили відомі режисери, такі як Девід Грабаркевітц, який у 2008 році поставив на сцені «Нью-Йорк сіті опери» «Мадам Баттерфляй» Пуччіні, яка отримала премію «Еммі», для Служби громадського мовлення, і Марк Верзат, який у 2006 році за версією журналу «Класичний співак» став «видатним режисером року».

## Нагорода «За заслуги» від «Опера Америка»
У травні 2017 року «Опера Америка» нагородила НСО та її художнього керівника Валеріана Румінські премією «За службу», що присуджується цією організацією щорічно тим, хто «просуває оперне мистецтво в їхніх спільнотах і невпинно прагне підвищення якості творчих пошуків і служіння спільноті». На церемонії, що проходила в Далласі, Президент і Генеральний директор «Опера Америка» Марк А. Скорка сказав: «Від імені співробітників і членів організації „Опера Америка“ прошу вас прийняти мої вітання та дозволити мені висловити вам нашу вдячність за ваш винятковий внесок у галузі опери».

## Світові та американські прем'єри
У червні 2016 року НСО представила світову прем'єру опери «ПОСТРІЛ!» про вбивство
президента США Мак-Кінлі, написану Композитором Персісом Вехаром на лібретто Габріели Вехар, на сцені Центру виконавських мистецтв Ши, диригентом якої виступив Майкл Чинг, а режсером — Девід Грабаркевітц, Партію президента Президент Вільям Мак-Кінлі виконав Валеріан Румінскі, роль Іди Мак-Кінлі зіграла Маріетерезе Магізано, роль Леона Чолгоша — Джон Пакард, роль Емми Гольдман — Мішель Капальбо і роль Суперінтенданта поліції Баффало Булла — Фред Фурнарі. Співав Хор, що складався з 40 учасників, а гра акторів супроводжувалася музикою у виконанні Філармонічного оркестру Баффало. Декорації відтворювали антураж Панамериканської виставки 1901 року й використовували проєкції оригінальних панорамних видів експозиції, знятих компанією Едісона у тому 1901 року, і навіть рідкісні фотографії ї тих часів.
У червні 2021 року НСО спільно з вокальним колективом «Сотто Воче» представила широкому загалу світову прем'єру Опери «Другий зір» Джессі Даунса.

## директори

### Музичні керівники / Головні диригенти
У період з 2012 р. по 2017 р. музичним керівником та головним диригентом НСО був Майкл Чинг. Після нього посаду музичного керівника та головного диригента з 2017 р. по 2021 р. обіймав Маттіас Манасі. НСО також співпрацювала з відомими запрошеними диригентами, імена яких тут не називаються.
- Майкл Чинг (музичний керівник у період з 2012 р. по 2017 р.)
- Маттіас Манасі (музичний керівник у період з 2017 р. по 2021 р.)

### Режисери
Опери в НСО ставили режисери, відомі у багатьох країнах світу, такі як Девід Грабаркевітц, який у 2008 році за свою постановку «Мадам Баттерфляй» Пуччіні на сцені «Нью-Йорк сіті опера» для Служби громадського мовлення отримав премію «Еммі». У НСО також працював Режисер, Марк Верзатт, який у 2006 році за версією журналу «Класичний співак» став «видатним режисером року».

## Сценічні майданчики
- Центр виконавських мистецтв Ши (3019 глядацьких місць)[71]
- Театр «Рів'єра» (1149 глядацьких місць)
- Театр «Артпарк» (2400 глядацьких місць)
- Амфітеатр «Артпарк» (4400 глядацьких місць)
- Центр виконавських мистецтв імені Ніколса Флікінгера (460 глядацьких місць)